# Байрамов, Нурберды
Нурберды Байрамов (15 июля 1912, Закаспийская область, Туркестанский край — 31 марта 1986, Ашхабад) — советский туркменский хозяйственный, государственный и политический деятель.

## Биография
Родился в селе Бабадайхан в 1912 году. Член ВКП(б) с 1939 года.
С 1931 года — на хозяйственной, общественной и политической работе. В 1931—1974 гг. — учитель школы. Заведующий районным отделом здравоохранения. В РККА. Секретарь Исполнительного комитета районного Совета. Заведующий районным земельным отделом. Заместитель председателя, председатель Исполнительного комитета районного Совета. Председатель Исполнительного комитета Ташаузского областного Совета. Председатель Исполнительного комитета Чарджоуского областного Совета. 2-й секретарь Ашхабадского, Чарджоуского областного комитета КП(б) Туркменистана.
Заведующий отделом ЦК КП(б) Туркменистана. Член ЦК КП(б) КП Туркменистана. Председатель Исполнительного комитета Ашхабадского областного Совета. Председатель Туркменского республиканского Совета профсоюзов.
Председатель Президиума Верховного Совета Туркменской ССР.
Председатель Государственного комитета по хлебопродуктам и комбикормовой промышленности при Совете Министров Туркменской ССР.
1-й заместитель Министра заготовок Туркменской ССР.
Избирался депутатом Верховного Совета СССР 5-го и 6-го созывов.

## Награды
- Орден Ленина (в т.ч. 195Т7)
- о 2с опо2-

Оподен Трудового Красного Знамени (1950, 1962)
- Орден Знак Почёта